# Tylogonus
Tylogonus es un género de arañas saltarinas de la familia Salticidae.

## Especies
- Tylogonus auricapillus Simon, 1902
- Tylogonus chiriqui Galiano, 1994
- Tylogonus miles Simon, 1903
- Tylogonus parabolicus Galiano, 1985
- Tylogonus parvus Zhang & Maddison, 2012
- Tylogonus pichincha Galiano, 1985
- Tylogonus prasinus Simon, 1902
- Tylogonus putumayo Galiano, 1985
- Tylogonus vachoni Galiano, 1960
- Tylogonus viridimicans (Simon, 1901)
- Tylogonus yanayacu Zhang & Maddison, 2012